# Кајт (Џорџија)
Кајт (Џорџија) (енгл. Kite) град је у америчкој савезној држави Џорџија. По попису становништва из 2010. у њему је живело 241 становника.

## Демографија
Према попису становништва из 2010. у граду је живело 241 становника, што је 0 (0,0%) становника више него 2000. године.
| Група             | 2000.       | 2010.       |
| Белци             | 228 (94,6%) | 210 (87,1%) |
| Афроамериканци    | 7 (2,9%)    | 10 (4,1%)   |
| Азијати           | 0 (0,0%)    | 1 (0,4%)    |
| Хиспаноамериканци | 6 (2,5%)    | 17 (7,1%)   |
| Укупно            | 241         | 241         |